# Johnny Rep
Johnny Rep (Zaandam, Países Baixos, 25 de novembro de 1951) é um ex-futebolista neerlandês. Jogador versátil e dinâmico, é tido como um dos maiores meia-atacantes da história da seleção dos Países Baixos. Com a camisa neerlandesa, Rep tornou-se um dos principais protagonistas nas Copas do Mundo de 1974 e 1978.
Rep foi um dos membros da "Laranja Mecânica", do treinador Rinus Michels,naquela equipe se destacavam outros jovens talentos como Johann Cruyff, Johan Neeskens e Ruud Krol. Que aplicaram o sistema "Carrossel Neerlandês", onde todos os jogadores (menos o goleiro) trocavam de posição durante o jogo, o que ajudava muito o setor ofensivo.

## Carreira

### Clubes
No Ajax (de 1971 a 1975), ao lado de vários craques, conquistou a Copa dos Campeões da Europa três vezes consecutivas (1970/71, 1971/72 e 1972/73), na qual foi de tamanha importância ao marcar dois gols decisivos numa das finais. Johnny Rep jogou no Valencia (Espanha, 1975 a 1977), Bastia (França, 1977 a 1979), Saint-Étienne (França, 1979 a 1983), Zwole, Feyenoord e Haarlem (1986 a 1987).

## Seleção
Em 1974, apesar de ter sido eleita a melhor equipe da Copa, os neerlandeses ficaram com o título de Vice-campeões.
Perdendo apenas para Alemanha de Gerd Müller, Franz Beckenbauer, Sepp Maier, Berti Vogts e Paul Breitner.
Em 1978, de novo os Países Baixos chegaram à final, e de novo ficaram em segundo, perdendo para a Argentina, de Mario Kempes.
Durante essas copas, Johnny Rep, marcou 7 gols, sendo assim o maior artilheiro dos Países Baixos na história das copas.

## Títulos
Ajax
- Eredivisie: 1971-72 e 1972-73
- Copa dos Campeões da Europa: 1971-72 e 1972-73
- Supercopa da UEFA: 1972 e 1973
- Copa Intercontinental: 1972

Saint-Étienne
- Ligue 1: 1980-81

Seleção Holandesa
- Copa do Mundo FIFA:1974 e 1978 - Vice campeão
- Eurocopa: 1976 - Terceiro Lugar
- Torneio de Paris de Futebol: 1978

## Ligações Externas
- Perfil em FIFA.com (em inglês)